# 水熱合成

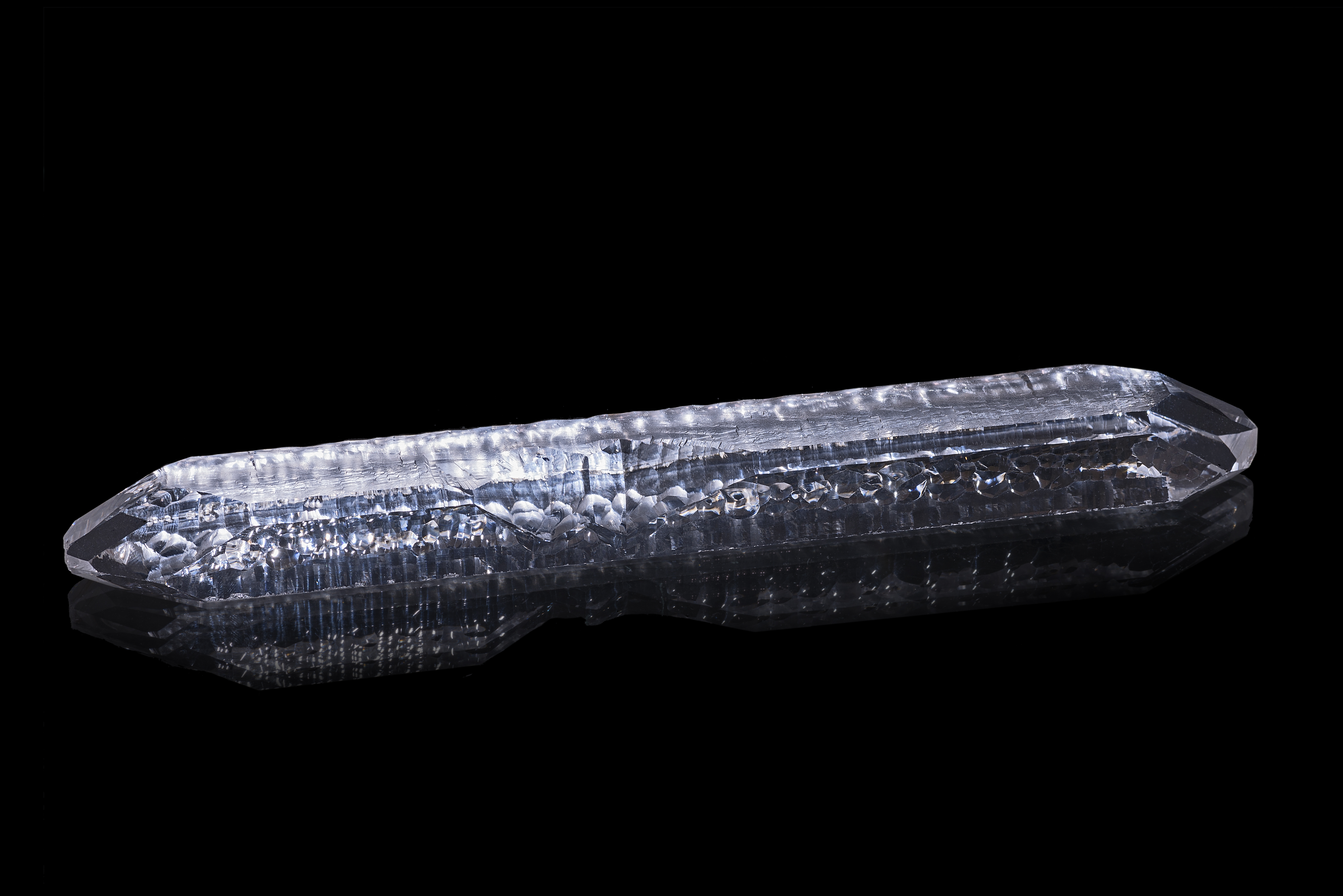
水熱合成によって得られた人工水晶結晶

水熱合成（すいねつごうせい、hydrothermal synthesis）とは、高温高圧の熱水の存在下で行われる化合物の合成あるいは結晶成長のことで、常温常圧では水に溶けない物質も容易に溶解するため、通常は得られないような物質の合成、成長が可能である。普通はオートクレーブと呼ばれる密閉容器中に出発物質と水を入れ、容器を密閉したまま加熱することで、生成物を得る。人工水晶などがこの方法で得られる。PZT薄膜の合成などが研究されている。